# Grabowiec (województwo świętokrzyskie)
Grabowiec – wieś w Polsce położona w województwie świętokrzyskim, w powiecie kieleckim, w gminie Chmielnik.
| SIMC    | Nazwa          | Rodzaj    |
| ------- | -------------- | --------- |
| 0234755 | Grabowiec Mały | część wsi |
| 0234761 | Łapatówka      | część wsi |

W latach 1975–1998 miejscowość administracyjnie należała do województwa kieleckiego.

## Historia
Wieś z rodowodem w wieku XV, wymienia ją Długosz L.B. t.I s.456. Według spisu miast, wsi, osad Królestwa Polskiego z roku 1827, Grabowiec posiadał 24 domy zamieszkałe przez 129 mieszkańców. Folwark Grabowiec należał do dóbr Maleszowa, w roku 1879 od nich oddzielony.